# Rhotala ibukisana
Rhotala ibukisana är en insektsart som beskrevs av Matsumura 1914. Rhotala ibukisana ingår i släktet Rhotala och familjen vedstritar. Inga underarter finns listade i Catalogue of Life.